# Simón Kemény
Simón Kemény (en húngaro:Kemény Simon o Kamonyai Simon) (? – 25 de marzo de 1442) fue un soldado noble húngaro, pariente lejano del regente de Hungría Juan Hunyadi (1387-1457). El nombre de Simón es conocido por su participación en la batalla de Szeben en Transilvania, donde los ejércitos húngaros combatieron a los turcos otomanos invasores. En este confrontamiento Simón Kemény y Juan Hunyadi intercambiaron armaduras antes de entrar al campo de batalla, ya que el comandante turco Mezid había ordenado el asesinato de Hunyadi.
Habiendo planeado esto, eventualmente Simón Kemény murió heroicamente y cuando los turcos se dispusieron a celebrar la supuesta muerte del líder húngaro, Juan Hunyadi arremetió contra ellos haciéndolos retroceder. Por otra parte, los húngaros que estaban prisioneros en el campamento turco consiguieron liberarse y embistieron a las debilitadas fuerzas otomanas, y consiguieron entonces vencerlos.
Ocurrió también un hecho similar en la Historia de Hungría, donde el rey Carlos I Roberto de Hungría (1288-1342) también intercambió armaduras con uno de sus solados nobles, Desiderio Hédervári. Éste murió heroicamente en la batalla de Posada el 9 de noviembre de 1330 impersonando al rey.